# Jean-Baptiste Daguerre
Jean-Baptiste Daguerre (Avinhão, 8 de junho de 1987) é um  ex-jogador de vôlei de praia francês.

## Carreira
Em 2013 ao lado de Yannick Salvetti representou seu país na conquista da medalha de bronze nos Jogos do Mediterrâneo de 2013 em Mersin.